# يوتاكا كاواجوتشي
يوتاكا كاواجوتشي (باليابانية: 川口寛) هو لاعب هوكي الجليد ياباني، ولد في 5 أبريل 1973 في كيسارازو في اليابان.

## وصلات خارجية
- يوتاكا كاواجوتشي على موقع EliteProspects.com (الإنجليزية)
- يوتاكا كاواجوتشي على موقع أوليمبيديا (الإنجليزية)